# Palaeocarcharias
Palaeocarcharias stromeri
Genre
Espèce
Palaeocarcharias est un genre fossile de requins connus du Jurassique d'Europe et uniquement représenté par l'espèce Palaeocarcharias stromeri connue par des spécimens exceptionnellement bien préservés du Jurassique supérieur (Tithonien) d'Allemagne (calcaires de Solnhofen) et de France (Lagerstätte de Canjuers). Des dents isolées d'espèces indéterminées provenant d'Angleterre (formation de calcaire blanc (en), et possiblement le Forest Marble (en) et le calcaire de Taynton (en)) étendent la répartition du genre jusqu'au Jurassique moyen (Bathonien).

## Description

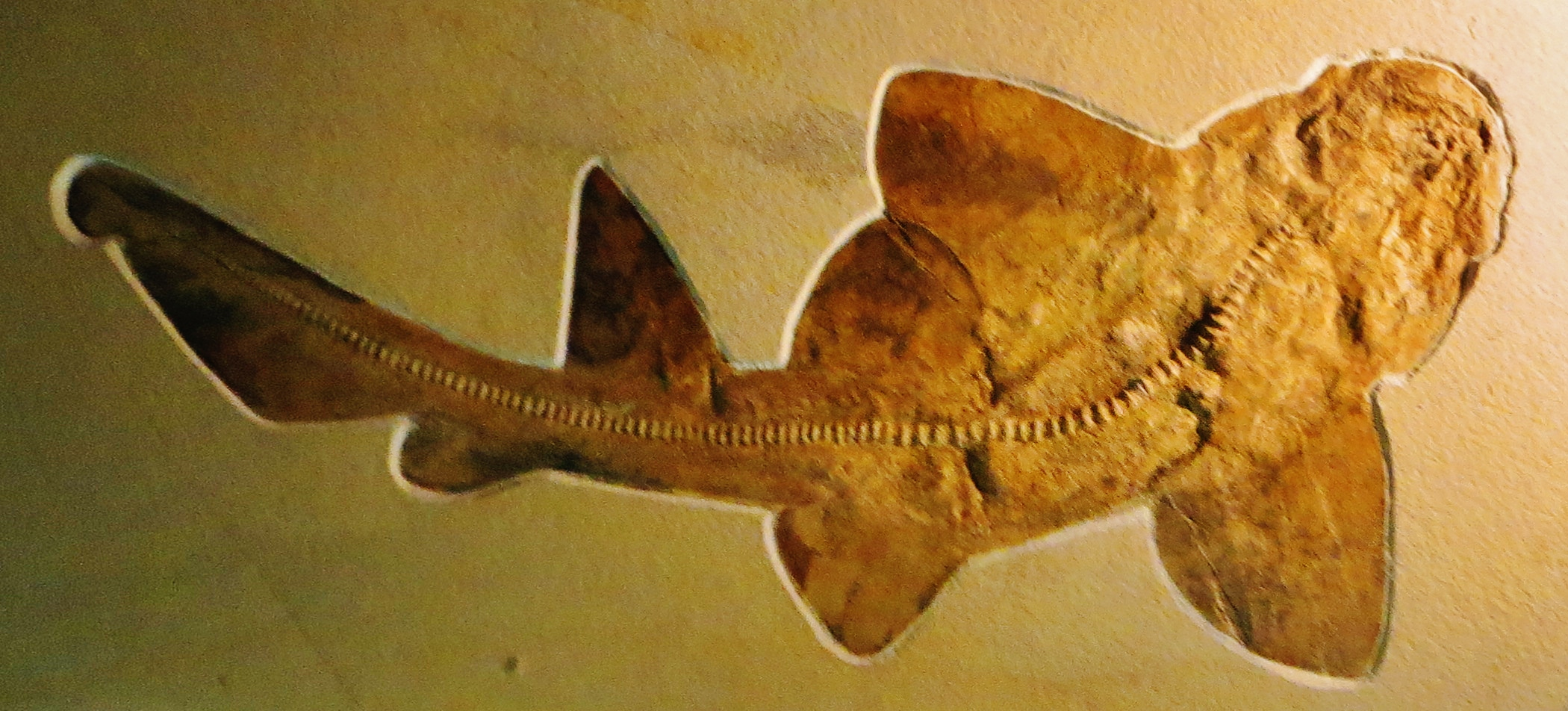
Autre spécimen de P. stromeri du Jurassique supérieur d'Allemagne.

Morphologiquement, Palaeocarcharias ressemble étroitement aux requins-tapis (Orectolobiformes), et mesure environ un mètre de longueur totale. 

## Classification phylogénétique
Bien que morphologiquement proche des requins-tapis, Palaeocarcharias partage davantage de similitudes dans le développement dentaire avec les requins saumons (Lamniformes), notamment l'absence d'orthodentine, et il a été suggéré que ce soit le plus ancien membre connu des Lamniformes ou un membre d'un groupe frère des Lamniformes,. 
Une étude de 2018 a suggéré qu'il devrait être classé comme le seul membre de l'ordre Palaeocarchariiformes, mais une étude de 2023 a remis cela en question et a favorisé un placement dans les Lamniformes. Une étude de 2024 portant sur un spécimen de Canjuers suggère qu'il s'agit d'un véritable requin-tapis, peut-être un membre des Orectolobidae.

## Systématique
Le nom valide complet (avec auteur) de ce taxon est Palaeocarcharias Beaumont (d), 1960. 
Pour Paleobiology Database, ce genre n'est représenté par aucune espèce.

### Publication originale
- Gérard de Beaumont, « Observations préliminaires sur trois Sélaciens nouveaux du calcaire lithographique d'Eichstätt (Bavière) », Eclogae Geologicae Helvetiae, Suisse, vol. 53, no 1,‎ 1960, p. 315–328 (ISSN 0012-9402, e-ISSN 1420-9128).